# Ter

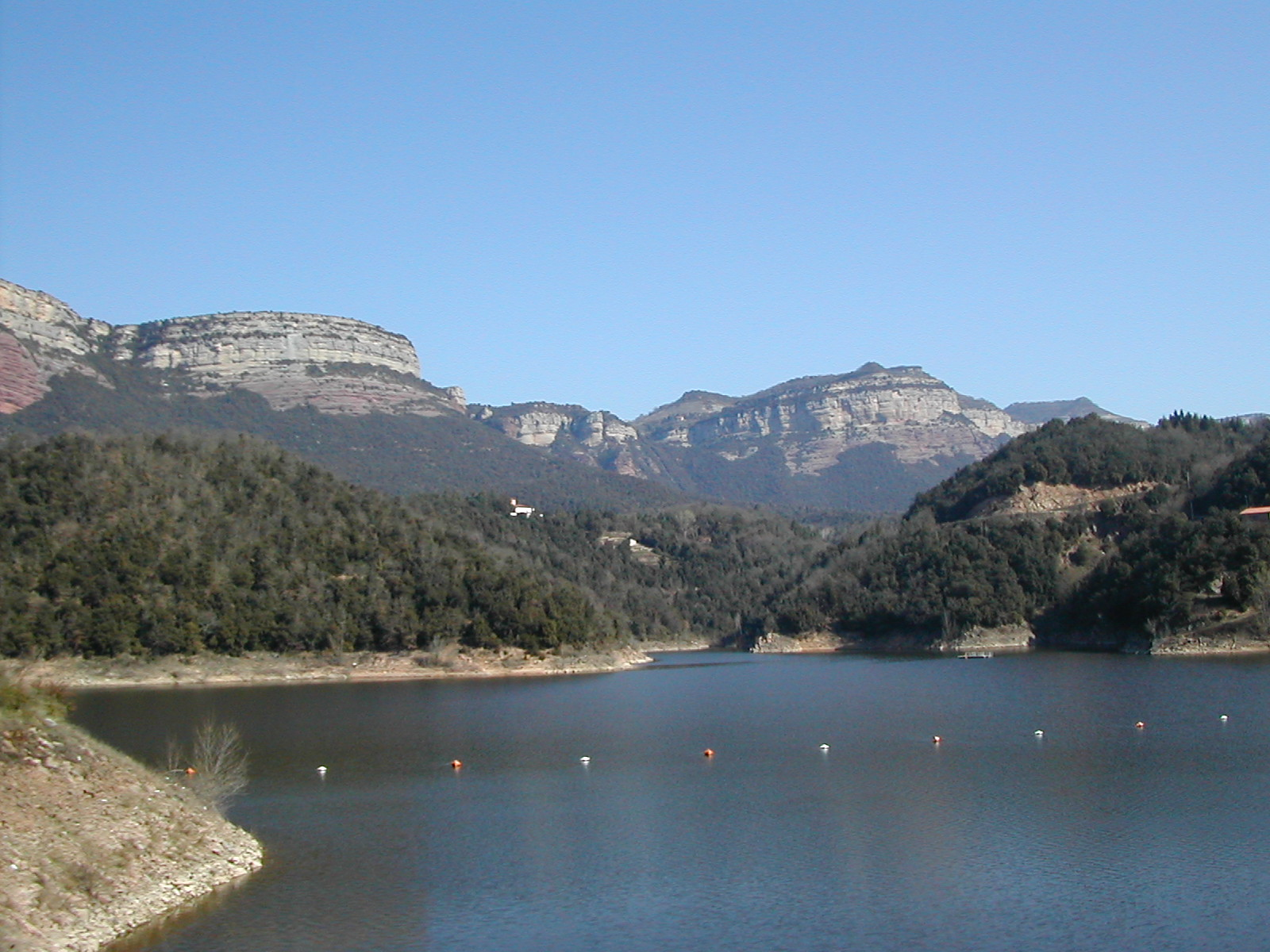
Pantà de Sau bei Tavertet

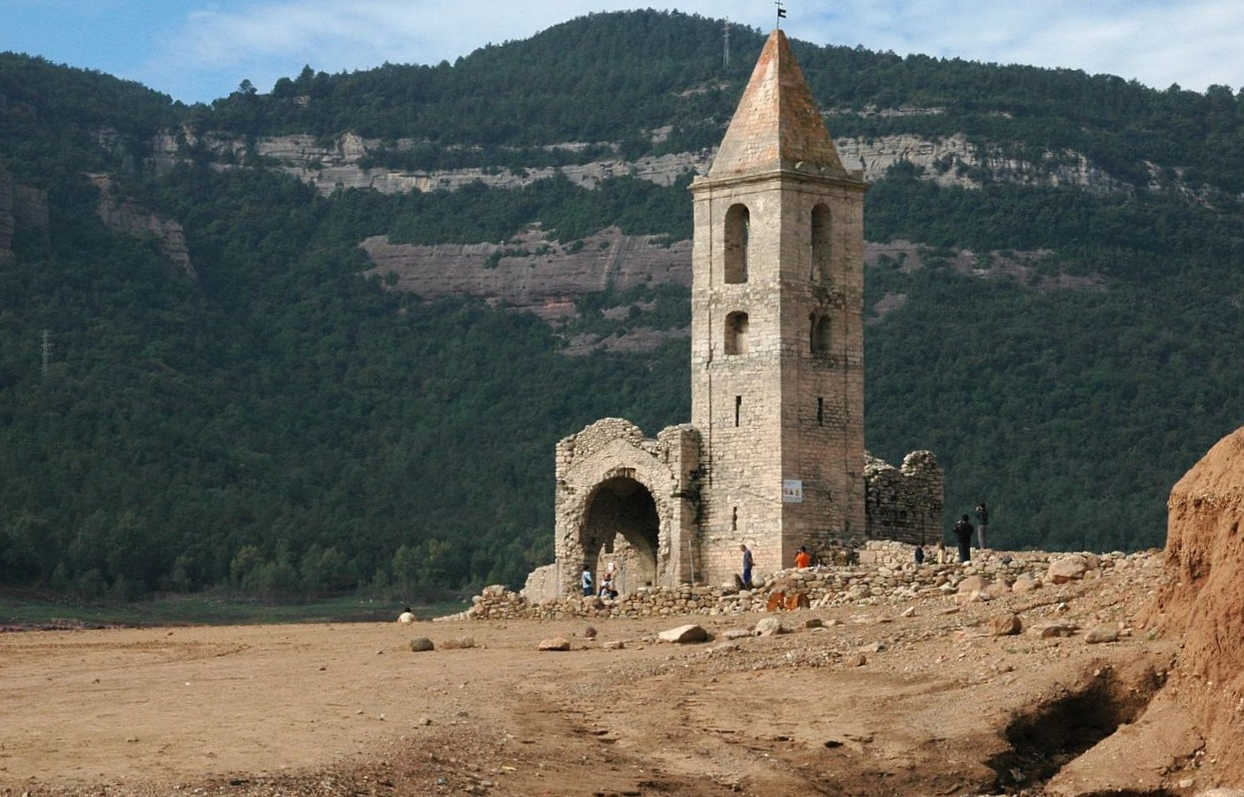
Die überflutete Kirche von Sant Romà im entleerten Pantà de Sau (Oktober 2005)

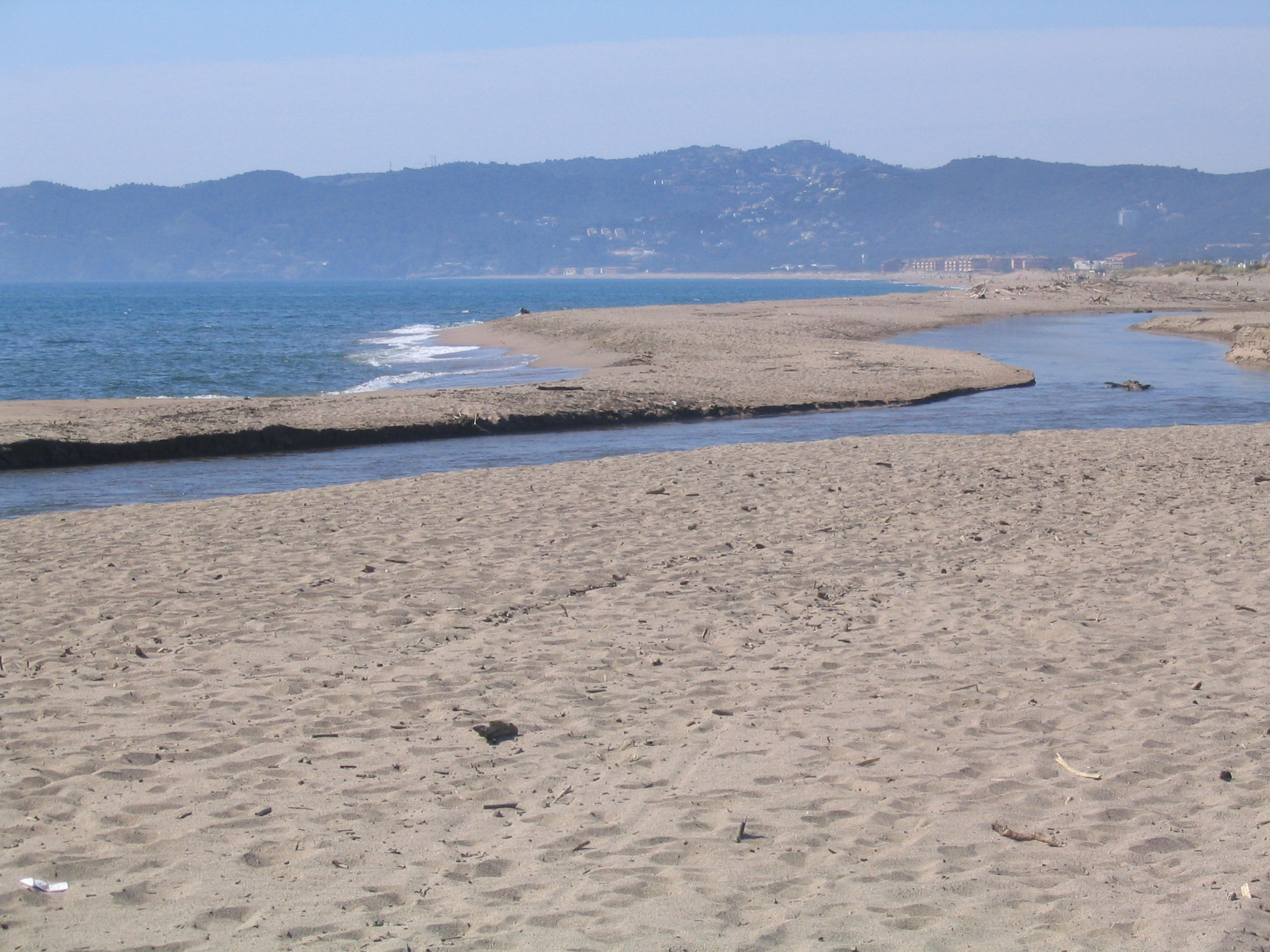
Mündung des Ter ins Meer

Der Ter [teɾ] ist ein katalanischer Fluss in der Comarca Ripollès, Katalonien (Spanien).
Er entspringt in Ull de Ter auf einer Höhe von 2480 msnm am Fuße eines Gletschers, nahe der Ansiedlung Setcases. Nach 208 km mündet er zwischen den Orten L’Estartit und Pals südlich von Torroella de Montgrí ins Mittelmeer.
Zwischen den Comarcas Osona und Selva befindet sich das Talsperrensystem Sau-Susqueda-Pasteral, welches der Wassermengenregulierung sowie der Elektrizitätserzeugung dient.

## Nebenflüsse
- Ritort
- Freser
  - Rigard
  - Riu de Nuria
- Riera de Vallfogona
- Ges
  - Fornés
- Riera dels Sorreig
- Gurri
- Riera de les Gorgues
- Riera Major
- Riera de Rupit
  - Riera de l’Om
- Brugent
- Riera d’Osor
- Riera de Llémena
- Onyar
- Terri
- Daró

## Talsperren
Gesamtkapazität 407 hm³
1. Pantà de Sau (Höhe 84 m, Oberfläche 570 ha, Kapazität 169 hm³)
2. Pantà de Susqueda (Höhe 135 m, Oberfläche 466 ha, Kapazität 233 hm³)
3. Pantà del Pasteral (Höhe 33 m, Oberfläche 35 ha, Kapazität 2 hm³)
4. Pantà de Colomers (Höhe 15 m, Oberfläche 70 ha, Kapazität 1 hm³)
5. Pantà de Seva (riu Gurri) (Höhe 15 m, Oberfläche 2 ha, Kapazität <1 hm³)

## Ansiedlungen
| - Setcases - Vilallonga de Ter - Llanars - Camprodon - La Ral - Sant Pau de Segúries - Sant Joan de les Abadesses - Ripoll - Montesquiu - Sant Quirze de Besora - Borgonyà - Torelló - Sant Hipòlit de Voltregà - La Gleva | - Manlleu - Roda de Ter - Vilanova de Sau - Susqueda - Osor - La Cellera de Ter - Anglès - Sant Julià del Llor i Bonmatí - Bescanó - Salt - Girona - Sarrià de Ter - Sant Julià de Ramis - Medinyà | - Celrà - Bordils - Cervià de Ter - Sant Joan de Mollet - Flaçà - Sant Jordi Desvalls - Colomers - Jafre - Verges - Ultramort - Ullà - Torroella de Montgrí - L’Estartit |